# Qualifiche del Corpo nazionale dei vigili del fuoco (2012-2013)
Le qualifiche del Corpo nazionale dei vigili del fuoco  individua la gerarchia delle qualifiche del Corpo utilizzate dal 2012 fino al decreto ministeriale del 2013.
Si precisa che nelle forze di polizia italiane la "qualifica" corrisponde al "grado militare", mentre ciò che nelle forze armate italiane è definita "qualifica" nelle forze di polizia è chiamata "denominazione"

## Ordinamento
L'ordinamento del personale è disciplinato dal d.lgs 13 ottobre 2005 n. 217 ("Ordinamento del personale del Corpo nazionale dei vigili del fuoco", emanato ai sensi della legge di delega 30 settembre 2004 n. 252.).
La gerarchia attualmente in vigore è modificata con decreto del Ministero dell'Interno del 2007, e con decreto del Ministero dell'Interno del 10 febbraio 2012.

## Caratteristiche generali
All'approvazione del decreto legislativo, a partire dal 1º gennaio 2006, inizia la nuova riforma del Corpo Nazionale dei Vigili del Fuoco, con l'introduzione delle nuove qualifiche e gli scatti di anzianità. Alcuni distintivi (da Vigile del Fuoco fino ad ispettore antincendio) portano una piccola "V" bianca (detta "baffetto") atta ad indicare che si tratta di personale volontario.
Le nuove qualifiche (senza considerare i sottogruppi dovuti agli scatti di anzianità) sono le seguenti e sono distinguibili dalla colorazione dell'elmetto o dal tipo di distintivo portato sul braccio:
- vigile del fuoco (colore elmetto nero e distintivo verde e rosso)
- caposquadra (colore elmetto rosso e distintivo rosso)
- caporeparto (colore elmetto rosso e distintivo rosso e blu)
- ispettore antincendio e sostituto direttore antincendio (colore elmetto argento e distintivo blu)
- direttore (colore elmetto argento e distintivo blu e oro)
- primo dirigente (colore elmetto argento e distintivo oro)
- dirigente superiore (colore elmetto argento e distintivo oro e platino)
- dirigente generale e dirigente generale capo (colore elmetto argento e distintivo platino)

## Distintivi di qualifica
| Qualifica                                                                                        | Distintivo per controspallina | Distintivo da petto per uniforme operativa | Distintivo da polso | Soggolo | Fregio per berretto | Codice NATO |
| ------------------------------------------------------------------------------------------------ | --- | --- | --- | ------- | --- | ----------- |
| Ruolo dei dirigenti                                                                              | | | |         | |             |
| dirigente generale Capo del Corpo                                                                | Una greca e tre stelle a cinque punte dorate disposte in linea; tutte le stelle sono bordate di rosso | Una greca sormontata da tre stelle a cinque punte dorate o giallo oro disposte in linea; tutte le stelle sono bordate di rosso. Il tutto su velcro rettangolare in panno verde bordato oro o giallo oro                                             | Una greca sormontata da tre galloni sovrapposti, il gallone superiore sostenente la punta di fiamma; il tutto bordato di rosso                                   |         | Rami di alloro sormontati da una corona turrita, dietro i quali spunta una coppia di asce incrociate; al centro fra i due rami di alloro è racchiuso un ovale rosso contenente le cifre RI (Repubblica Italiana) | OF-8        |
| dirigente generale                                                                               | Una greca e due stelle a cinque punte dorate disposte in linea | Una greca sormontata da due stelle a cinque punte dorate o giallo oro disposte in linea. Il tutto su velcro rettangolare in panno verde bordato oro o giallo oro                                                                                    | Una greca sormontata da due galloni sovrapposti, il gallone superiore sostenente la punta di fiamma                                                              |         | Rami di alloro sormontati da una corona turrita, dietro i quali spunta una coppia di asce incrociate; al centro fra i due rami di alloro è racchiuso un ovale rosso contenente le cifre RI (Repubblica Italiana) | OF-7        |
| dirigente superiore di livello C                                                                 | Una greca sormontata da una stella a cinque punte dorata e bordata di rosso | Una greca sormontata da una stella a cinque punte dorata o giallo oro e bordata di rosso. Il tutto su velcro rettangolare in panno verde bordato oro o giallo oro                                                                                   | Una greca sormontata da un gallone sostenente la punta di fiamma; il gallone è bordato di rosso                                                                  |         | Rami di alloro sormontati da una corona turrita, dietro i quali spunta una coppia di asce incrociate; al centro fra i due rami di alloro è racchiuso un ovale rosso contenente le cifre RI (Repubblica Italiana) | OF-6        |
| dirigente superiore di livello D dirigente superiore medico dirigente superiore ginnico-sportivo | Una greca sormontata da una stella a cinque punte dorata | Una greca sormontata da una stella a cinque punte dorata o giallo oro. Il tutto su velcro rettangolare in panno verde bordato oro o giallo | Una greca sormontata da un gallone sostenente la punta di fiamma                                                                                                 |         | Rami di alloro sormontati da una corona turrita, dietro i quali spunta una coppia di asce incrociate; al centro fra i due rami di alloro è racchiuso un ovale rosso contenente le cifre RI (Repubblica Italiana) | OF-6        |
| primo dirigente di livello E                                                                     | Una torre e tre stelle a cinque punte dorate disposte in linea; tutte le stelle sono bordate di rosso | Una torre sormontata da tre stelle a cinque punte dorate o giallo oro disposte in linea; tutte le stelle sono bordate di rosso. Il tutto su velcro rettangolare in panno verde bordato oro o giallo oro                                             | Un gallone grande sormontato da tre galloni sovrapposti, il gallone superiore sostenente la punta di fiamma; il tutto bordato di rosso                           |         | Fiamma dorata o ricamata su fondo rosso | OF-5        |
| primo dirigente di livello F primo dirigente medico primo dirigente ginnico-sportivo             | Una torre e tre stelle a cinque punte dorate disposte in linea | Una torre sormontata da tre stelle a cinque punte dorate o giallo oro disposte in linea. Il tutto su velcro rettangolare in panno verde bordato oro o giallo oro                                                                                    | Un gallone grande sormontato da tre galloni sovrapposti, il gallone superiore sostenente la punta di fiamma                                                      |         | fiamma dorata o ricamata su fondo scuro | OF-5        |
| Ruolo dei Direttivi                                                                              | | | |         | |             |
| direttore vicedirigente con funzioni di vicario del dirigente di livello E                       | Una torre e due stelle a cinque punte dorate; tutte le stelle sono bordate di rosso | Una torre sormontata da due stelle a cinque punte dorate o giallo oro; tutte le stelle sono bordate di rosso. Il tutto su velcro rettangolare in panno verde bordato oro o giallo oro                                                               | Un gallone grande sormontato da due galloni sovrapposti, il gallone superiore sostenente la punta di fiamma; il tutto bordato di rosso                           |         | fiamma dorata o ricamata su fondo scuro | OF-4        |
| direttore vicedirigente direttore medico vicedirigente direttore ginnico-sportivo vicedirigente  | Una torre e due stelle a cinque punte dorate disposte in linea | Una torre sormontata da due stelle a cinque punte dorate o giallo oro disposte in linea. Il tutto su velcro rettangolare in panno verde bordato oro o giallo                                                                                        | Un gallone grande sormontato da due galloni sovrapposti, il gallone superiore sostenente la punta di fiamma                                                      |         | fiamma dorata o ricamata su fondo scuro | OF-4        |
| direttore direttore medico direttore ginnico-sportivo                                            | Una torre sormontata da una stella a cinque punte dorata | Una torre sormontata da una stella a cinque punte dorata o giallo oro su velcro rettangolare in panno verde bordato oro o giallo oro | Un gallone grande sormontato da un gallone sostenente la punta di fiamma                                                                                         |         | fiamma dorata o ricamata su fondo scuro | OF-3        |
| vicedirettore vicedirettore medico vicedirettore ginnico-sportivo                                | Una torre ed una stella a cinque punte argento | Una torre sormontata da una stella a cinque punte argento su velcro rettangolare in panno verde bordato oro o giallo oro | Un gallone grande sormontato da un gallone argento sostenente la punta di fiamma                                                                                 |         | fiamma dorata o ricamata su fondo scuro | OF-1        |
| Ruolo degli Ispettori e dei Sostituti Direttori Antincendi                                       | | | |         | |             |
| sostituto direttore antincendi capo esperto                                                      | Una stella dorata bordata di rosso. Sotto la stella una barretta con losanga dorata o giallo oro in rilievo. Il tutto su piastra trapezoidale, di colore rosso amaranto brillante bordata di color oro     | Una stella dorata bordata di rosso. Sotto la stella una barretta con losanga dorata o giallo oro in rilievo. Il tutto su velcro rettangolare in panno amaranto bordato oro o giallo                                                                 | - |         | fiamma dorata o ricamata su fondo scuro | OR-9        |
| sostituto direttore antincendi capo                                                              | Due pentagoni dorati disposti in linea, con al di sotto una barretta con losanga dorata o giallo oro in rilievo. Il tutto su piastra trapezoidale, di colore rosso amaranto brillante bordata di color oro | Due pentagoni dorati disposti in linea, con al di sotto una barretta con losanga dorata o giallo oro in rilievo. Il tutto su velcro rettangolare in panno amaranto bordato oro o giallo                                                             | - |         | fiamma dorata o ricamata su fondo scuro | OR-9        |
| sostituto direttore antincendi                                                                   | Un pentagono dorato con al di sotto una barretta con losanga dorata o giallo oro in rilievo. Il tutto su piastra trapezoidale, di colore rosso amaranto brillante bordata di color oro                     | Un pentagono dorato con al di sotto una barretta con losanga dorata o giallo oro in rilievo. Il tutto su velcro rettangolare in panno amaranto bordato oro o giallo                                                                                 | - |         | fiamma dorata o ricamata su fondo scuro | OR-9        |
| ispettore antincendi esperto                                                                     | Tre pentagoni dorati disposti in linea disposti su piastra trapezoidale, di colore rosso amaranto brillante bordata di color oro                                                                           | UTre pentagoni dorati disposti in linea disposti su velcro rettangolare in panno amaranto bordato oro o giallo | - |         | fiamma dorata o ricamata su fondo scuro | OR-9        |
| ispettore antincendi                                                                             | Due pentagoni dorati disposti in linea disposti su piastra trapezoidale, di colore rosso amaranto brillante bordata di color oro                                                                           | Due pentagoni dorati disposti in linea disposti su velcro rettangolare in panno amaranto bordato oro o giallo | - |         | fiamma dorata o ricamata su fondo scuro | OR-8        |
| viceispettore antincendi                                                                         | Un pentagono dorato su piastra trapezoidale, di colore rosso amaranto brillante bordata di color oro | Un pentagono dorato su velcro rettangolare in panno amaranto bordato oro o giallo | - |         | fiamma dorata o ricamata su fondo scuro | OR-8        |
| Ruolo dei Capi Squadra e dei Capi Reparto                                                        | | | |         | |             |
| caporeparto esperto                                                                              | | | - | -       | fiamma dorata o ricamata su fondo scuro | OR-7        |
| caporeparto                                                                                      | | | - | -       | fiamma dorata o ricamata su fondo scuro | OR-7        |
| caposquadra esperto                                                                              | | | - | -       | fiamma dorata o ricamata su fondo scuro | OR-6        |
| caposquadra                                                                                      | | | - | -       | fiamma dorata o ricamata su fondo scuro | OR-5        |
| Ruolo dei Vigili del Fuoco                                                                       | | | |         | |             |
| vigile del fuoco coordinatore                                                                    | | | - | -       | fiamma dorata o ricamata su fondo scuro | OR-4        |
| vigile del fuoco esperto                                                                         | | | - | -       | fiamma dorata o ricamata su fondo scuro | OR-4        |
| vigile del fuoco qualificato                                                                     | | | - | -       | fiamma dorata o ricamata su fondo scuro | OR-4        |
| vigile del fuoco                                                                                 | | | - | -       | fiamma dorata o ricamata su fondo scuro | OR-4        |
| Ruolo dei Volontari                                                                              | | | |         | |             |
| tecnico antincendi volontario                                                                    | Per il personale volontario del C.N.V.V.F. il grado corrisponde a quello di Tecnico antincendi volontario e riporta all'interno della barretta la dicitura VOLONTARIO                                      | | - | -       | fiamma dorata o ricamata su fondo scuro |             |
| caporeparto volontario                                                                           | | | - | -       | fiamma dorata o ricamata su fondo scuro |             |
| caposquadra volontario                                                                           | | | - | -       | fiamma dorata o ricamata su fondo scuro |             |
| vigile del fuoco volontario                                                                      | | | - | -       | fiamma dorata o ricamata su fondo scuro |             |
| Ruolo degli Ispettori e dei sostituti direttori antincendi (in servizio prima del 1/1/2006)      | | | |         | |             |
| sostituto direttore antincendi capo e capo esperto                                               | Una torre con alla base una bordatura argentea e due stelle a cinque punte disposte in linea; la stella contrapposta alla torre è argento opaco l'altra è dorata                                           | Una torre con alla base una bordatura argentea sormontata da due stelle a cinque punte disposte in linea; la stella sinistra è argento opaco l'altra è dorata o giallo oro. Il tutto su velcro rettangolare in panno verde bordato oro o giallo oro | Un gallone grande con alla base una bordatura argentea sormontato da due galloni sovrapposti; il gallone superiore sostenente la punta di fiamma è argento opaco |         | fiamma dorata o ricamata su fondo scuro | OF-4        |
| sostituto direttore antincendi                                                                   | Una torre con alla base una bordatura argentea ed una stella a cinque punte dorata | Una torre con alla base una bordatura argentea sormontata da una stella a cinque punte dorata o giallo oro. Il tutto su velcro rettangolare in panno verde bordato oro o giallo oro                                                                 | Un gallone grande con alla base una bordatura argentea sormontato da un gallone; il gallone superiore sostenente la punta di fiamma è argento opaco              |         | fiamma dorata o ricamata su fondo scuro | OF-3        |
| ispettore antincendi esperto                                                                     | Tre stelle a cinque punte dorate disposte in linea | Tre stelle a cinque punte dorate o giallo oro disposte in linea su velcro rettangolare in panno verde bordato oro o giallo oro | Tre galloni sovrapposti; il gallone superiore sostenente la punta di fiamma è argento opaco                                                                      |         | fiamma dorata o ricamata su fondo scuro | OF-2        |
| ispettore antincendi                                                                             | Due stelle a cinque punte dorate disposte in linea | Due stelle a cinque punte dorate o giallo oro disposte in linea su velcro rettangolare in panno verde bardato oro o giallo oro | Due galloni sovrapposti; il gallone superiore sostenente la punta di fiamma è argento opaco                                                                      |         | fiamma dorata o ricamata su fondo scuro | OF-1        |

## Equiparazione
La tabella seguente riporta l'equiparazione tra i gradi delle forze armate e le qualifiche delle forze di polizia ad ordinamento militare, civile, soccorso pubblico e difesa civile come stabilito dall'art. 632 del decreto legislativo 15 marzo 2010, n. 66, ovvero "Codice dell'ordinamento militare", entrato in vigore il 9 ottobre 2010.
 Il recente decreto legislativo 29 maggio 2017, n. 94 ha modificato il predetto articolo 632 tenendo conto di alcune recenti modifiche ordinamentali intervenute dopo il 2010, con particolare riferimento all'introduzione del nuovo grado direttivo di "Vicequestore" della Polizia di Stato.

Tabella aggiornata con le qualifiche della Polizia Locale Regione Lombardia come da Regolamento Regionale 22 marzo 2019 , n. 5

Le cariche militari, inoltre, sono inquadrate anche nell'ambito dell'ordine delle cariche della Repubblica Italiana.
| Comparazione gerarchica tra i gradi delle Forze armate, le qualifiche delle Forze di polizia italiane e della Polizia Locale |                                                                                        |                                                                                  |                                                                                          |                                                |                                                |                                                                  |                                                                         |                                        |                                               |                                           |                                                                         |
| Ruoli | Esercito                                                                               | Marina Militare                                                                  | Aeronautica Militare                                                                     | Carabinieri                                    | Guardia di Finanza                             | Polizia di Stato                                                 | Polizia penitenziaria                                                   | Corpo forestale dello Stato (dismesso) | Corpo nazionale dei vigili del fuoco          | Polizie Locali Regione Lombardia          | Ruoli                                                                   |
| ufficiali generali | generale - ammiraglio (capo di stato maggiore della difesa)                            | generale - ammiraglio (capo di stato maggiore della difesa)                      | generale - ammiraglio (capo di stato maggiore della difesa)                              | -                                              | -                                              | capo della polizia - direttore generale della pubblica sicurezza | capo del dipartimento dell'amministrazione penitenziaria capo del corpo | -                                      | -                                             | -                                         | dirigenti - funzionari dirigenti                                        |
| ufficiali generali | generale di corpo d'armata con incarichi speciali capo di stato maggiore dell'esercito | ammiraglio di squadra con incarichi speciali capo di stato maggiore della marina | generale di squadra aerea con incarichi speciali capo di stato maggiore dell'aeronautica | generale di corpo d'armata comandante generale | generale di corpo d'armata comandante generale | capo della polizia - direttore generale della pubblica sicurezza | capo del dipartimento dell'amministrazione penitenziaria capo del corpo | -                                      | -                                             | -                                         | dirigenti - funzionari dirigenti                                        |
| ufficiali generali | generale di corpo d'armata / tenente generale                                          | ammiraglio di squadra / ammiraglio ispettore capo                                | generale di squadra aerea / generale ispettore capo                                      | generale di corpo d'armata                     | generale di corpo d'armata                     | Prefetto                                                         | Direttore dell'Istituto                                                 | dirigente generale capo del corpo      | dirigente generale capo del corpo             | --                                        | dirigenti - funzionari dirigenti                                        |
| ufficiali generali | generale di divisione / maggior generale                                               | ammiraglio di divisione / ammiraglio ispettore                                   | generale di divisione aerea / generale ispettore                                         | generale di divisione                          | generale di divisione                          | dirigente generale di pubblica sicurezza                         | dirigente generale                                                      | dirigente generale                     | dirigente generale                            | --                                        | dirigenti - funzionari dirigenti                                        |
| ufficiali generali | generale di brigata / brigadier generale                                               | contrammiraglio                                                                  | generale di brigata aerea / brigadier generale                                           | generale di brigata                            | generale di brigata                            | dirigente superiore                                              | dirigente superiore                                                     | dirigente superiore                    | dirigente superiore                           | dirigente generale                        | dirigenti - funzionari dirigenti                                        |
| ufficiali superiori | colonnello                                                                             | capitano di vascello                                                             | colonnello                                                                               | colonnello                                     | colonnello                                     | primo dirigente                                                  | primo dirigente                                                         | primo dirigente                        | primo dirigente                               | dirigente                                 | dirigenti - funzionari dirigenti                                        |
| ufficiali superiori | tenente colonnello                                                                     | capitano di fregata                                                              | tenente colonnello                                                                       | tenente colonnello                             | tenente colonnello                             | vice questore                                                    | dirigente                                                               | vice questore aggiunto forestale       | direttore vice dirigente dei vigili del fuoco | commissario capo coordinatore             | dirigenti - funzionari dirigenti                                        |
| ufficiali superiori | maggiore                                                                               | capitano di corvetta                                                             | maggiore                                                                                 | maggiore                                       | maggiore                                       | vice questore aggiunto                                           | dirigente aggiunto                                                      | vice questore aggiunto forestale       | direttore vice dirigente dei vigili del fuoco | commissario capo                          | dirigenti - funzionari dirigenti                                        |
| ufficiali inferiori | primo capitano                                                                         | primo tenente di vascello                                                        | primo capitano                                                                           | -                                              | -                                              | -                                                                | -                                                                       | -                                      | -                                             | -                                         | funzionari direttivi - commissari                                       |
| ufficiali inferiori | capitano                                                                               | tenente di vascello                                                              | capitano                                                                                 | capitano                                       | capitano                                       | commissario capo                                                 | commissario capo penitenziario                                          | commissario capo forestale             | direttore dei vigili del fuoco                | commissario                               | funzionari direttivi - commissari                                       |
| ufficiali inferiori | tenente                                                                                | sottotenente di vascello                                                         | tenente                                                                                  | tenente                                        | tenente                                        | commissario                                                      | commissario penitenziario                                               | commissario forestale                  | vicedirettore dei vigili del fuoco            | vicecommissario                           | funzionari direttivi - commissari                                       |
| ufficiali inferiori | sottotenente                                                                           | guardiamarina                                                                    | sottotenente                                                                             | sottotenente                                   | sottotenente                                   | vice commissario                                                 | vice commissario penitenziario                                          | vice commissario forestale             | -                                             | -                                         | funzionari direttivi - commissari                                       |
| marescialli | primo luogotenente                                                                     | primo luogotenente                                                               | primo luogotenente                                                                       | luogotenente carica speciale                   | luogotenente cariche speciali                  | sostituto commissario coordinatore                               | sostituto commissario coordinatore                                      | ispettore superiore scelto             | sostituto direttore antincendi capo           | -                                         | ispettori                                                               |
| marescialli | luogotenente                                                                           | luogotenente                                                                     | luogotenente                                                                             | luogotenente                                   | luogotenente                                   | sostituto commissario                                            | sostituto commissario                                                   | ispettore superiore scelto             | sostituto direttore antincendi capo           | -                                         | ispettori                                                               |
| marescialli | primo maresciallo                                                                      | primo maresciallo                                                                | primo maresciallo                                                                        | maresciallo maggiore                           | maresciallo aiutante                           | ispettore superiore                                              | ispettore superiore                                                     | ispettore superiore                    | sostituto direttore antincendi                | -                                         | ispettori                                                               |
| marescialli | maresciallo capo                                                                       | capo di 1ª classe                                                                | maresciallo di 1ª classe                                                                 | maresciallo capo                               | maresciallo capo                               | ispettore capo                                                   | ispettore capo                                                          | ispettore capo                         | ispettore antincendi esperto                  | -                                         | ispettori                                                               |
| marescialli | maresciallo ordinario                                                                  | capo di 2ª classe                                                                | maresciallo di 2ª classe                                                                 | maresciallo ordinario                          | maresciallo ordinario                          | ispettore                                                        | ispettore                                                               | ispettore                              | ispettore antincendi                          | -                                         | ispettori                                                               |
| marescialli | maresciallo                                                                            | capo di 3ª classe                                                                | maresciallo di 3ª classe                                                                 | maresciallo                                    | maresciallo                                    | vice ispettore                                                   | vice ispettore                                                          | vice ispettore                         | vice ispettore antincendi                     | -                                         | ispettori                                                               |
| sergenti | sergente maggiore aiutante                                                             | 2º capo aiutante                                                                 | sergente maggiore aiutante                                                               | brigadiere capo qualifica speciale             | brigadiere capo qualifica speciale             | sovrintendente capo coordinatore                                 | sovrintendente capo coordinatore                                        | sovrintendente capo                    | caporeparto esperto                           | specialista di vigilanza (ad esaurimento) | sovrintendenti                                                          |
| sergenti | sergente maggiore capo                                                                 | 2º capo scelto                                                                   | sergente maggiore capo                                                                   | brigadiere capo                                | brigadiere capo                                | sovrintendente capo                                              | sovrintendente capo                                                     | sovrintendente capo                    | caporeparto                                   | sovrintendente esperto                    | sovrintendenti                                                          |
| sergenti | sergente maggiore                                                                      | 2º capo                                                                          | sergente maggiore                                                                        | brigadiere                                     | brigadiere                                     | sovrintendente                                                   | sovrintendente                                                          | sovrintendente                         | caposquadra esperto                           | sovrintendente scelto                     | sovrintendenti                                                          |
| sergenti | sergente                                                                               | sergente                                                                         | sergente                                                                                 | vicebrigadiere                                 | vicebrigadiere                                 | vice sovrintendente                                              | vice sovrintendente                                                     | vice sovrintendente                    | caposquadra                                   | sovrintendente                            | sovrintendenti                                                          |
| graduati | graduato aiutante                                                                      | sottocapo aiutante                                                               | graduato aiutante                                                                        | appuntato scelto qualifica speciale            | appuntato scelto qualifica speciale            | assistente capo coordinatore                                     | assistente capo coordinatore                                            | assistente capo                        | vigile coordinatore                           | assistente esperto                        | appuntati e carabinieri - appuntati e finanzieri - assistenti ed agenti |
| graduati | primo graduato                                                                         | sottocapo scelto                                                                 | primo graduato                                                                           | appuntato scelto                               | appuntato scelto                               | assistente capo                                                  | assistente capo                                                         | assistente capo                        | vigile coordinatore                           | assistente scelto                         | appuntati e carabinieri - appuntati e finanzieri - assistenti ed agenti |
| graduati | graduato capo                                                                          | sottocapo di 1ª classe                                                           | primo aviere capo                                                                        | appuntato                                      | appuntato                                      | assistente                                                       | assistente                                                              | assistente                             | vigile esperto                                | assistente                                | appuntati e carabinieri - appuntati e finanzieri - assistenti ed agenti |
| graduati | graduato scelto                                                                        | sottocapo di 2ª classe                                                           | primo aviere scelto                                                                      | carabiniere scelto                             | finanziere scelto                              | agente scelto                                                    | agente scelto                                                           | agente scelto                          | vigile qualificato                            | agente scelto                             | appuntati e carabinieri - appuntati e finanzieri - assistenti ed agenti |
| graduati | graduato                                                                               | sottocapo di 3ª classe                                                           | aviere capo                                                                              | carabiniere                                    | finanziere                                     | agente                                                           | agente                                                                  | agente                                 | vigile del fuoco                              | agente                                    | appuntati e carabinieri - appuntati e finanzieri - assistenti ed agenti |
| militari di truppa (volontari in ferma prefissata, allievi e militari di leva)                                               | caporal maggiore                                                                       | comune scelto                                                                    | primo aviere                                                                             | -                                              | -                                              | -                                                                | -                                                                       | -                                      | -                                             | -                                         | appuntati e carabinieri - appuntati e finanzieri - assistenti ed agenti |
| militari di truppa (volontari in ferma prefissata, allievi e militari di leva)                                               | caporale                                                                               | comune di 1ª classe                                                              | aviere scelto                                                                            | -                                              | -                                              | -                                                                | -                                                                       | -                                      | -                                             | -                                         | appuntati e carabinieri - appuntati e finanzieri - assistenti ed agenti |
| militari di truppa (volontari in ferma prefissata, allievi e militari di leva)                                               | soldato                                                                                | comune di 2ª classe                                                              | aviere                                                                                   | allievo carabiniere                            | allievo finanziere                             | allievo agente                                                   | allievo agente                                                          | allievo agente                         | allievo vigile del fuoco                      | -                                         | appuntati e carabinieri - appuntati e finanzieri - assistenti ed agenti |